# Video BIOS

Componentes genéricos de una GPU. Pero el VGABIOS es un chip separado ubicado en la tarjeta gráfica, y no es parte de la GPU

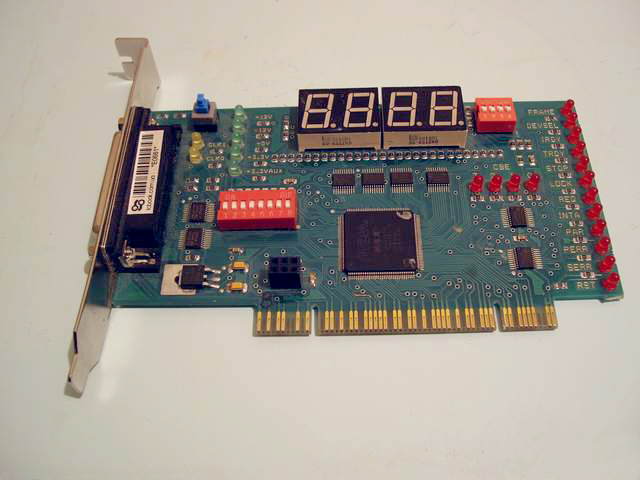
No solo las GPU, sino que prácticamente cualquier unidad de procesamiento requiere una inicialización básica.

De la misma manera en que el BIOS del sistema proporciona un conjunto de funciones que los programas de software utilizan para acceder al hardware del sistema, el BIOS de video proporciona un conjunto de funciones relacionadas con el video que los programas utilizan para acceder al hardware de video.  El BIOS de video conecta el software con el conjunto de chips de video de la misma manera que lo hace el BIOS del sistema para el conjunto de chips del sistema.  La ROM también contenía un conjunto de fuentes básico para cargar en la RAM de fuentes del adaptador de video, si la tarjeta de video no contenía una ROM de fuentes con este conjunto de fuentes. 
A diferencia de otros componentes de hardware, la tarjeta de video generalmente necesita estar activa muy temprano durante el proceso de arranque para que el usuario pueda ver lo que está sucediendo.  Esto requiere que la tarjeta se active antes de que cualquier sistema operativo comience a cargarse; por lo tanto, debe ser activado por el BIOS , el único software que está presente en esta etapa temprana.  El BIOS del sistema carga el BIOS de video desde la ROM de la tarjeta a la RAM del sistema y le transfiere el control al principio de la secuencia de inicio.
Las primeras computadoras contenían funciones para manejar tarjetas MDA y CGA en el BIOS del sistema, y esas tarjetas no tenían ningún Video BIOS integrado.  Cuando la tarjeta EGA llegó al mercado en 1984, se introdujo el Video BIOS para hacer que estas tarjetas fueran compatibles con las PC existentes cuyo BIOS no sabía cómo manejar una tarjeta EGA.  Desde entonces, EGA / VGA y todas las tarjetas compatibles con VGA mejoradas han incluido un BIOS de video. 
Cuando se inicia la computadora, algunas tarjetas gráficas (generalmente ciertas tarjetas Nvidia ) muestran su proveedor, modelo, versión de BIOS y cantidad de memoria de gráficos. 